# Lijst van burgemeesters van Abbekerk
Dit is een lijst van burgemeesters van de voormalige Nederlandse gemeente Abbekerk in de provincie Noord-Holland. 

Per 1 januari 1979 werd Abbekerk samengevoegd met de gemeenten Midwoud, Opperdoes, Sijbekarspel , Twisk en het dorp Hauwert (tot dan behorend tot de gemeente Nibbixwoud) tot de nieuwe gemeente Noorder-Koggenland.
| Ambtsperiode                        | Naam burgemeester  | Leven                           | Partij of stroming       | Bijzonderheden |
| ----------------------------------- | ------------------ | ------------------------------- | ------------------------ | --- |
| ??? - ???                           | Joannes Spaander   | † 28 februari 1818              |                          | Tevens gemeentesecretaris van Abbekerk. Vader van zijn opvolger Jan Spaander. |
| vóór maart 1826 - 27 september 1852 | Jan Spaander       | ±1780 - 18 maart 1853           |                          | Zoon van zijn voorganger Joannes Spaander. |
| 11 mei 1853 - 1880                  | Klaas Zijp Mz.     | 1810 - 1888                     |                          | In (een deel van) dezelfde periode tevens burgemeester van Twisk. Zoon van Maarten Zijp Jzn., burgemeester van Twisk. Vader van zijn opvolger Jan Zijp Kzn.. Op enig moment lid van de Provinciale Staten van Noord-Holland. |
| 1 augustus 1880 - 17 september 1897 | Jan (J.) Zijp Kzn. | 1846 - 1897                     | Liberale Unie / Takkiaan | Tevens gemeentesecretaris van Abbekerk. In een deel van dezelfde periode tevens lid van de Tweede Kamer en lid van de Provinciale Staten van Noord-Holland. Zoon van zijn voorganger Klaas Zijp Mz..                         |
| november 1897 - 14 februari 1935    | Klaas Zijp Jz.     | 6 februari 1868 - 12 maart 1960 |                          | Tevens gemeentesecretaris van Abbekerk. Zoon van zijn voorganger Jan Zijp Kzn.; vader van zijn opvolger Jan Zijp. |
| 15 februari 1935 - oktober 1946     | Jan Zijp           | 7 maart 1893 - 15 december 1976 |                          | Tevens gemeentesecretaris van Abbekerk. Zoon van zijn voorganger Klaas Zijp Jz. |
| rond 1945                           | G.G. Loggers       | 1900 - 1978                     |                          | Waarnemend wegens ziekte van Jan Zijp. Tevens burgemeester van Wieringermeer. |
| januari 1946 - 31 december 1978     | Piet (P.) Krom     | 3 april 1913 - 1 feb. 2003      |                          | Aanvankelijk waarnemend. Tevens gemeentesecretaris van Abbekerk. M.i.v. 1 augustus 1966 tevens burgemeester van Twisk. Vanaf 1978 opnieuw waarnemend                                                                         |